# Kaltura
Kaltura è una software house statunitense.
Ha sviluppato la prima piattaforma video open source per il video management, creazione, interazione e collaborazione. La piattaforma di Kaltura permette di integrare facilmente ed efficacemente in qualsiasi sito le funzionalità  avanzate ed interattive del rich-media, come ad esempio ricerca, upload, importazione, montaggio, annotazione, remix e condivisione di materiale fotografico, video, e suono.
La piattaforma contiene anche funzionalità di collaborazione uniche che permettono a gruppi di utenti di creare insieme, permette agli editori di accedere e sindacare (RSS) contenuto riutilizzabile attraverso Kaltura Network e accedere a servizi video aggregati come pubblicità video, montaggio video professionale, printing su DVD (montaggio).
I sorgenti di Kaltura sono gratuiti e disponibili agli sviluppatori web sia sotto forma di kit per lo sviluppo di estensioni per la piattaforma che come pacchetti di estensione o plug-in pronti all'uso per software di gestione dei contenuti, blogging e piattaforme di collaborazione come il Drupal, WordPress, e MediaWiki.
Fondato nel 2006, il team di management e consulenza di Kaltura annovera alcuni tra i migliori dirigenti nei campi dell'advertising e marketing, come anche tecnici specialisti in open source development ed imprenditori esperti in ambito tecnologico tra i quali i co-fondatori di ICQ, Cyota, e Destinator Technologies.  Dopo il suo lancio pubblico a settembre 2007, Kaltura a New York ha vinto vari premi e endorsements come TechCrunch40 People's Choice award (2007), Mashable video-sharing ‘Open Web” award (2007), TWS ‘top 10’ società 92008), AlwaysOn ‘Global 250’ società (2008), ed una nomination su Esquire Magazine's come ‘Più promettente’ società Web 3.0' (2008).